# القرابه
القرابه قرية سعودية، تتبع لمحافظة الطائف التابعة لإمارة منطقة مكة المكرمة.

## القرية
تبعد القرية عن محافظة الطائف حوالي 31 كيلو متر بإتجاه الجنوب، نوع الطريق أسفلت. أقرب مدينة أو قرية بها مركز وخدمات صحية هو عباسه الذي يبعد عن القرية 6 كم. خدمات التعليم: يوجد في القرية مدرسة الغرابة الابتدائية (بنين)، ومدرسة الغرابة الابتدائية (بنات). الخدمات العامة: كهرباء عامة وخدمة بلدية وخدمة بريد وبث تلفزيوني